# Pennellia tricornuta
Pennellia tricornuta är en korsblommig växtart som först beskrevs av Reed Clark Rollins, och fick sitt nu gällande namn av R.A. Price, C.D. Bailey och Al-shehbaz. Pennellia tricornuta ingår i släktet Pennellia och familjen korsblommiga växter. Inga underarter finns listade i Catalogue of Life.